# Europäische Aktuarvereinigung
Die europäische Aktuarvereinigung, offiziell auch bekannt unter dem englischsprachigen Titel Actuarial Association of Europe bzw. der entsprechenden Abkürzung AAE, ist die europaweite Vertretung der in nationalen berufsständischen Vereinigungen organisierten Aktuare. Die Organisation hat ihren Sitz in der belgischen Hauptstadt Brüssel.

## Hintergrund und Geschichte
Der Verband gründete sich 1978 unter dem Namen Groupe Consultatif. Hauptaufgabe ist Lobbyarbeit bei den diversen europäischen Institutionen wie Europäische Kommission, Europaparlament, EIOPA etc. Dabei berät sie die einzelnen Institutionen und ist in die Konsultationen zu entsprechenden Gesetzesvorgaben und Richtlinien involviert. Gleichzeitig strebt die Organisation einheitliche Aus- und Weiterbildungsstandards sowie eine konsistente Vorgehensweise in aktuariellen Tätigkeiten bezüglich der europäischen Regulierung an, daneben soll die Professionalisierung und der Netzwerkgedanke für einen supranationalen Austausch gefördert werden.
Der Vorstand umfasst neben dem Vorstandsvorsitzenden, dem stellvertretenden Vorstandsvorsitzenden und dem Vorstandsvorsitzenden des Vorjahres sechs weitere Mitglieder. Daneben findet die inhaltliche Auseinandersetzung mit Themen in den folgenden fünf Gremien statt, dabei findet eine regelmäßige Kommunikation mit dem Vorstand statt:
- Education Committee
- Insurance Committee
- Pensions Committee
- Professionalism Committee
- Risk Management Committee

Aktuell umfasst die Vereinigung 38 Mitgliederorganisationen aus 37 Ländern – davon 33 volle Mitgliedsorganisationen sowie fünf Organisationen mit Beobachterstatus – und vertritt damit über 29.000 Berufsträger. Dabei wuchs die Zahl der vertretenen Mitglieder zwischen dem 1. Januar 2022 und dem 1. Januar 2023 um 1.285 auf 29.094, hierbei stellen Großbritannien insbesondere mit dem Institute and Faculty of Actuaries (11.512) und die Deutsche Aktuarvereinigung (5.707) mit Abstand die größten Anteile.
Die Europäische Aktuarvereinigung kann Ehrenvorsitzende und .mitglieder bestimmen, im Dezember 2023 gab es 23 dieser hervorgehobenen Personen. Mit den Deutschen Manfred Helbig (Ehrenmitglied) und Klaus Heubeck (Ehrenvorsitzender) sowie dem Luxemburger Dirk van Berlaer (Ehrenvorsitzender) entstammen drei Personen den deutschsprachigen Ländern.

## Mitgliedsorganisation

### Volle Mitglieder
- Aktuarvereinigung Österreichs
- Institut des Actuaires en Belgique/Instituut van de Actuarissen in België
- Bulgarian Actuarial Society
- Channel Islands Actuarial Association
- Hrvatsko Aktuarsko Drustvo
- Cyprus Association of Actuaries
- Česká Společnost Aktuárů
- Den Danske Aktuarforening
- Eesti Aktuaaride Liit
- Suomen Aktuaariyhdistys
- Institut des Actuaires
- Deutsche Aktuarvereinigung
- Hellenic Actuarial Society
- Magyar Aktuárius Társaság
- Félag íslenskra tryggingastærðfræðinga
- Society of Actuaries in Ireland
- Italian Society of Actuaries
- Latvijas Aktuäru Asociãcija
- Lietuvos Aktuarų Draugija
- Institut Luxembourgeois des Actuaires
- Het Koninklijk Actuarieel Genootschap
- Den Norske Aktuarforening
- Polskie Stowarzyszenie Aktuariuszy
- Instituto dos Atuarios Portugueses
- Asociaţia Română de Actuariat
- Slovenská spoločnost’ aktuárov
- Slovensko Aktuarsko društvo
- Instituto de Actuarios Españoles
- Col.legi d’Actuaris de Catalunya
- Svenska Aktuarieföreningen
- Schweizerische Aktuarvereinigung
- Aktüerler Derneğì Türkiye
- Institute and Faculty of Actuaries

### Mitgliedsorganisationen im Beobachterstatus
- Malta Actuarial Society
- Asociaţia de Actuariat din Moldova
- Crnogorsko Aktuarsko Društvo
- Udruženje Aktuara Srbije
- Society of Actuaries of Ukraine